# Sint-Quirinuskerk (Viversel)

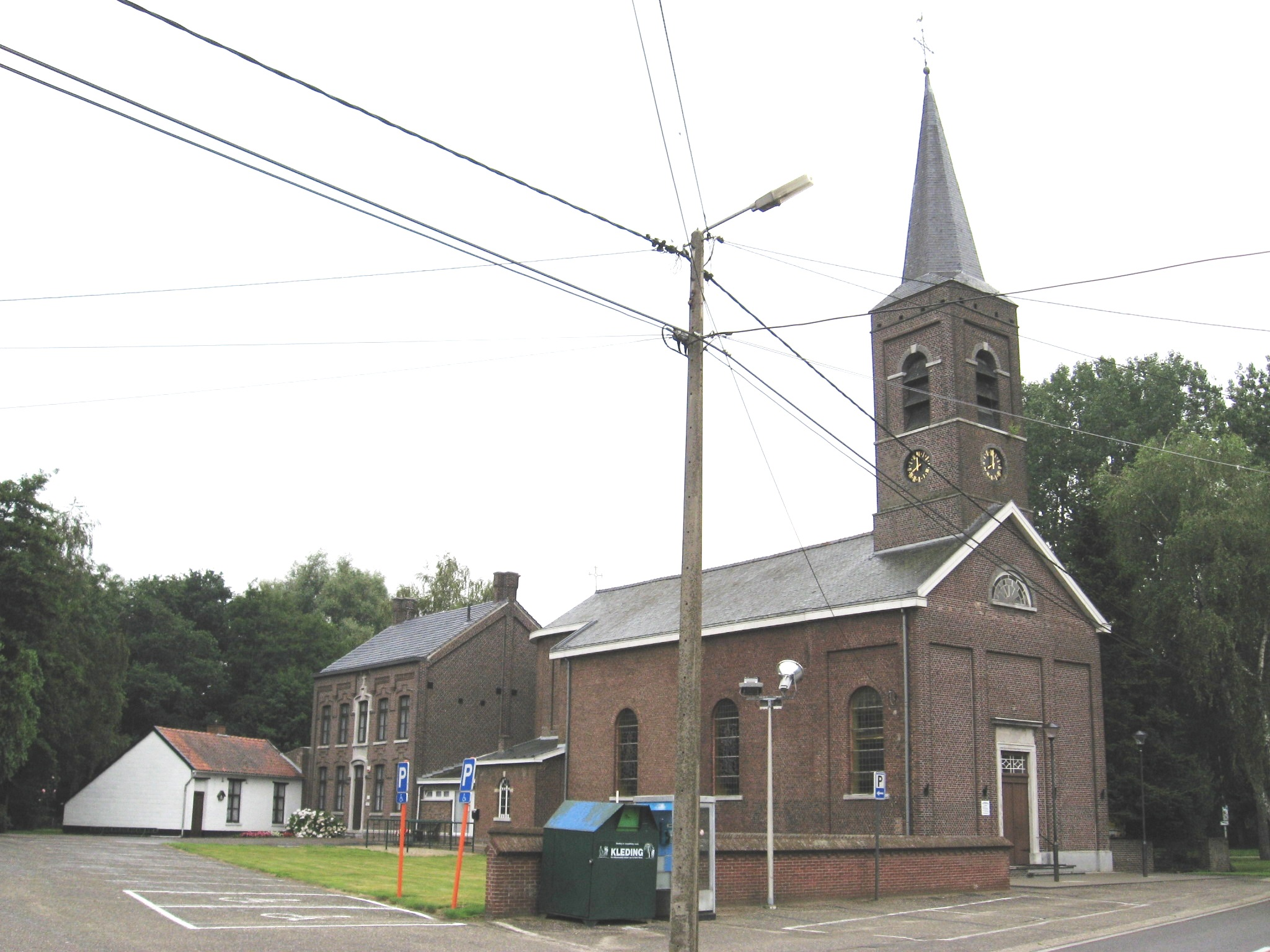
Sint-Quirinuskerk

De Sint-Quirinuskerk is de parochiekerk van Viversel, gelegen aan Kerkstraat 32 in de Belgische gemeente Heusden-Zolder.
Het betreft een neoclassicistische zaalkerk die werd gebouwd in 1838 en werd vergroot in 1859. De kerk heeft een ingebouwde westtoren.

## Geschiedenis
De kerk heeft een voorganger gehad. Waarschijnlijk was er omstreeks 1300 reeds een kapel, welke ondergeschikt was aan de parochie Lummen. In 1637 werd Viversel tot zelfstandige parochie verheven. De naam van de beschermheilige had te maken met het reeds lang bestaande Sint-Quirinusgilde. De kerk werd in 1745 nog hersteld, en in 1838 volgde sloop en nieuwbouw. In 1859 werd de nieuwe kerk vergroot.
In januari 2018 sloot de kerk voor restauratiewerken. Deze waren in april 2019 voltooid, waarna de kerk heropende.

## Kerkmeubilair
Tot het kerkmeubilair behoren drie portiekaltaren en een marmeren doopvont uit omstreeks 1840, een rococo-biechtstoel uit midden 18e eeuw, communiebanken uit het derde kwart van de 18e eeuw. Voorts een aantal heiligenbeelden zoals een Sint-Barbara (16e eeuw), Sint-Jozef, Sint-Lucia en Sint-Anna-te-Drieën (18e eeuw), en Sint-Quirinus (1772). De kerkschat omvat zilverwerk uit de 17e en de 18e eeuw, zoals enkele kelken (3e kwartaal 18e eeuw) en een ciborie (1762). De glas in loodramen werden in 1939 vervaardigd door de kunstenaar Claes uit Sint-Truiden.